# Ornithostaphylos

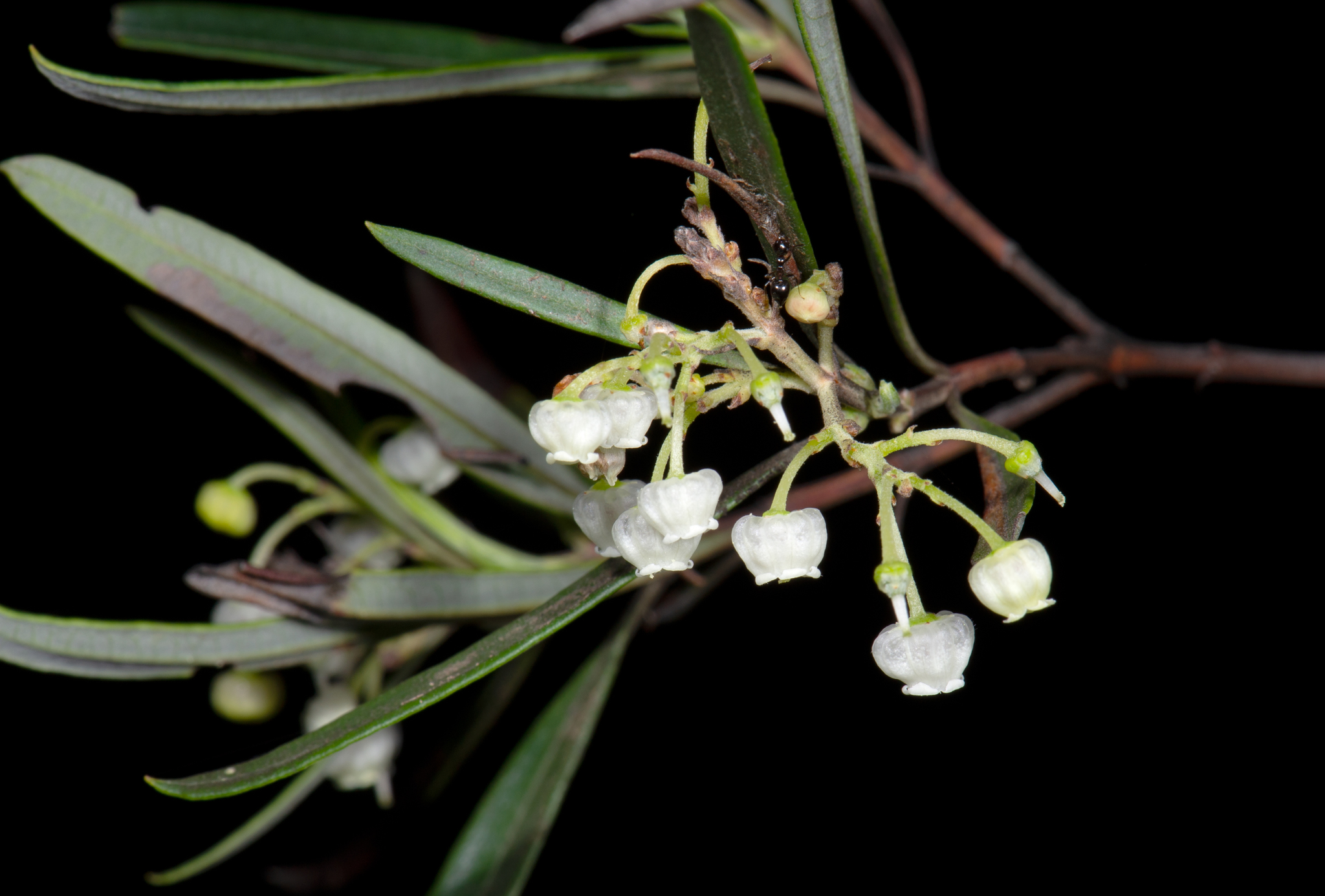
Folhas e flores.

Ornithostaphylos é um género monotípico de plantas com flor pertencente à famíliadasEricaceae, cuja única espécie é Ornithostaphylos oppositifolia, táxon com distribuição natural no litoral oeste da América do Norte.

## Descrição
A espécie Ornithostaphylos oppositifolia é um arbusto integrante da comunidade vegetal do chaparral da costa do sul da Califórnia e do norte da Baja California. Este arbusto paresenta folhas perenes, longas, estreitas e coriáceas, com bordos enrolados. A casca dos ramos é fina, de cor avermelhada nos ramos jovens. As inflorescências sºao em panícula, bracteadas; as flores aproximadamente esféricas, em forma de urna, brancas.

## Taxonomia
A espécie Ornithostaphylos oppositifolia foi descrita por Charles Christopher Parry e publicada na North American Flora 29(1): 101. 1914. A etimologia do nome genérico Ornithostaphylos deriva das palavas gregas Ornitho =  "ave" e staphylos = "cacho", o que significa "grupo de aves", ignorando-se as razões que levaram à adopção do binome. A espécie foi reposicionada por John Kunkel Small.
O epíteto específico oppositifolia é de origem latina e significa "com as folhas opostas".